# Spathiphyllum gracile
Spathiphyllum gracile G.S.Bunting – gatunek wieloletnich, wiecznie zielonych roślin zielnych z rodzaju skrzydłokwiat, z rodziny obrazkowatych, endemiczny dla Peru, zasiedlający równikowe lasy deszczowe.